# Ezcároz
Ezcároz (em castelhano) ou Ezkaroze (em basco) é um município da Espanha na província e comunidade foral (autónoma) de Navarra. Tem 28,79 km² de área e em 2021 tinha 308 habitantes (densidade: 10,7 hab./km²).

## Demografia
| Variação demográfica do município entre 1991 e 2004 | Variação demográfica do município entre 1991 e 2004 | Variação demográfica do município entre 1991 e 2004 | Variação demográfica do município entre 1991 e 2004 |
| --------------------------------------------------- | --------------------------------------------------- | --------------------------------------------------- | --------------------------------------------------- |
| 1991                                                | 1996                                                | 2001                                                | 2004                                                |
| 365                                                 | 364                                                 | 358                                                 | 363                                                 |